# Pretzschendorf
Pretzschendorf è una frazione del comune di Klingenberg in Sassonia, Germania.
Fa parte del circondario della Svizzera Sassone-Monti Metalliferi Orientali (targa PIR).
Fino al 2013 era comune autonomo, da quell'anno è stato unito al comune di Höckendorf a costituire il nuovo comune di Klingenberg.